# 拉德島
拉德島（挪威語：Radøy）是挪威的已撤销的市镇，位於原霍達蘭郡。